# تپه کاسه کران ۲
تپه کاسه کران ۲ مربوط به دوره اشکانیان - دوره ساسانیان است و در شهرستان گیلانغرب، بخش مرکزی، دهستان چله، قسمت جنوبی روستای کاسه کران واقع شده و این اثر در تاریخ ۲۶ اسفند ۱۳۸۷ با شمارهٔ ثبت ۲۵۶۳۵ به‌عنوان یکی از آثار ملی ایران به ثبت رسیده است.